# Securing Sex: Morality and Repression in the Making of Cold War Brazil

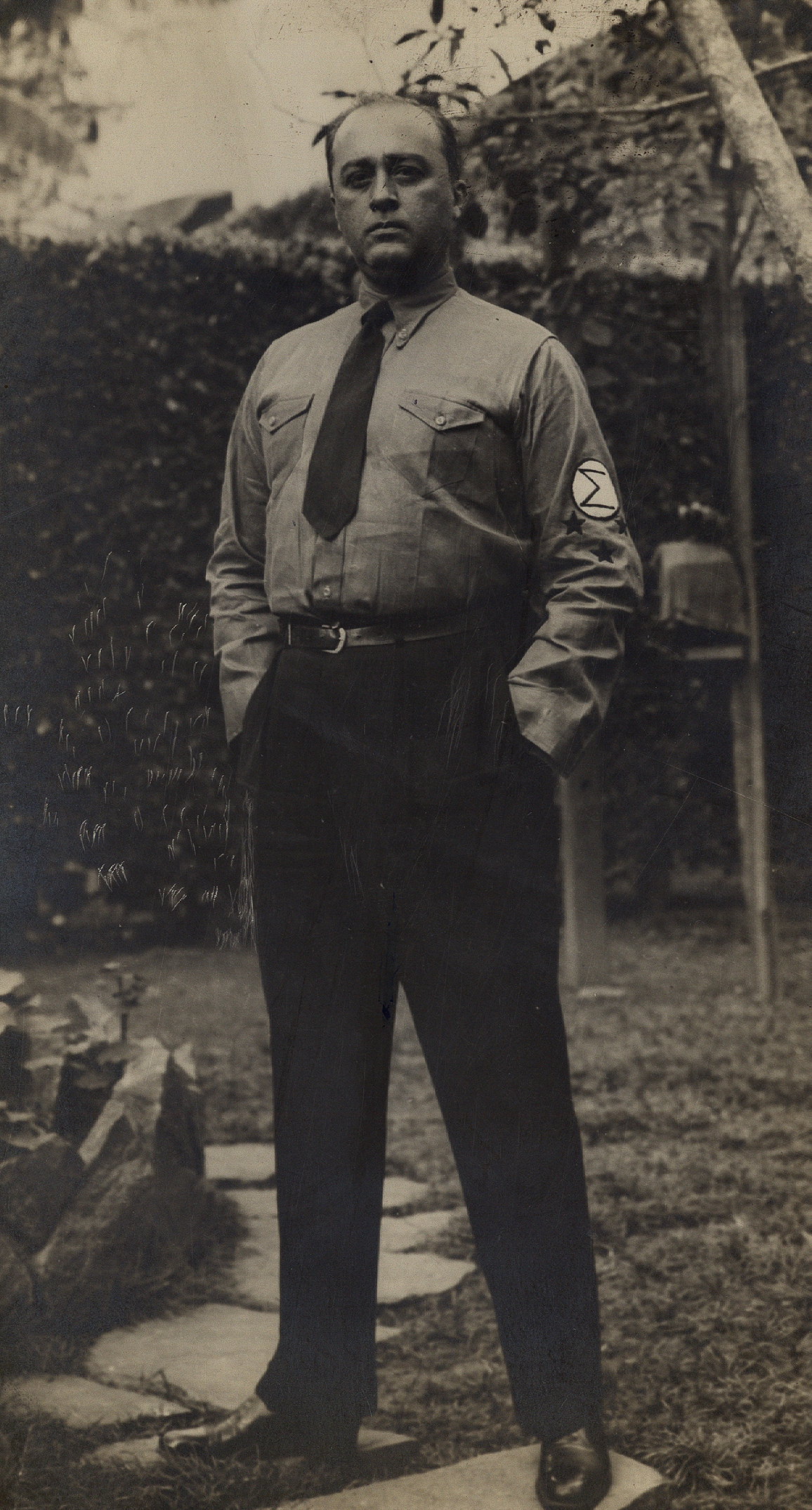
Gustavo Barroso foi um fascista, antissemita e presidente da Academia Brasileira de Letras

Securing Sex: Morality and Repression in the Making of Cold War Brazil é um livro de Benjamin A. Cowan, publicado pela editora da Universidade da Carolina do Norte em 2016.
Depois de muitas publicações que denunciaram os abusos de direitos humanos praticados pela ditadura militar, mas influenciado pela Comissão Nacional da Verdade, Cowan descreve as atitudes das forças conservadoras, expressas pela extrema-direita ativista, que influenciaram o governo do Brasil durante a ditadura militar. No contexto da Guerra Fria e sob a influência do catolicismo e da eugenia, diversas instituições participaram de uma rede transnacional que influenciou as atitudes e leis repressivas dos governos ditatoriais na América Latina nas décadas de 60 a 80. O livro discute o anticomunismo como um tipo de  pânico moral que criou uma conspiração de vilões comunistas apresentados como homossexuais depravados, libertinos promíscuos e usuários de drogas responsáveis pela luta armada.
Securing Sex foi extremamente bem recebido pelos acadêmicos brasilianistas, que o consideraram um divisor de águas nos estudos sobre a história do tempo presente relacionados à ditadura brasileira. Os comentários destacaram a abordagem de Cowan no uso de fontes que apresentam as perspectivas da direita e o equilíbrio do livro no uso dessas fontes associadas aos relatos da imprensa da época para compor um novo entendimento da ditadura e suas contradições internas.

## Sinopse
O livro é derivado da tese de doutorado em história defendida em 2010 por Cowan na Universidade da Califórnia em Los Angeles. Explora a repressão que ocorreu em meados da Guerra Fria no Brasil e em outros locais da América Latina, abordando o assunto pelas vozes e atitudes da direita ativista, baseado em registros de arquivos ainda não utilizados pelos historiadores. Ele descreve como essa direita ativista usou a ditadura militar no Brasil para propagar a ideia de uma população "modesta" e "moralmente correta", apresentando ainda as atitudes da direita e as leis que foram criadas sob sua influência.

## Recepção

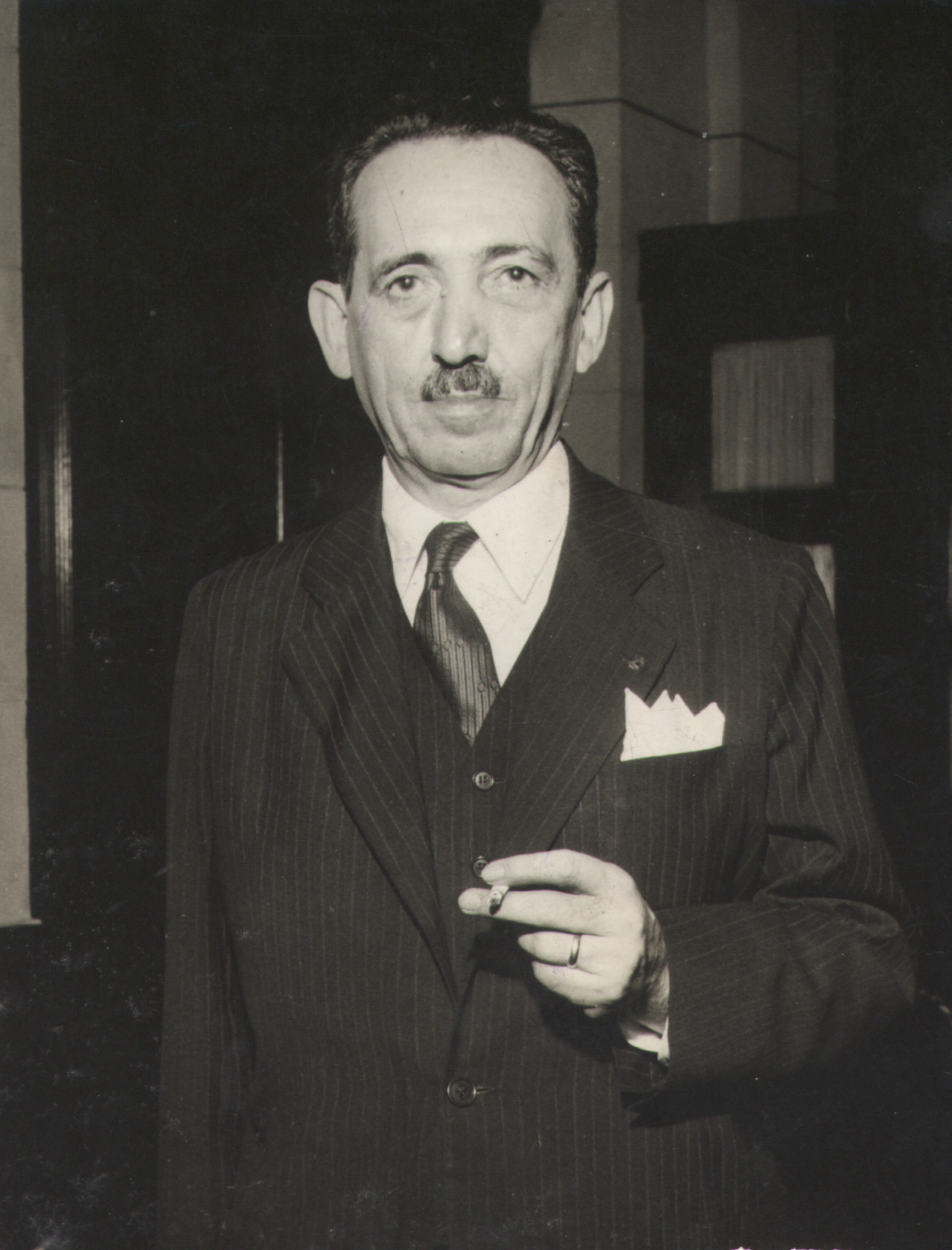
Plínio Salgado, da Ação Integralista Brasileira

O brasilianista James Green, da Universidade Brown, fez uma resenha elogiosa de Securing Sex no Journal of Social History [en]. Green considerou que o livro abrirá uma nova perspectiva nos estudos sobre a história do tempo presente relacionados à ditadura militar brasileira.
No Journal of Interdisciplinary History, Bryan McCann começa sua análise afirmando que o trabalho de Cowan é uma "importante contribuição para a nossa compreensão da ditadura militar Brasileira de 1964 a 1985", baseada em uma metodologia sólida.

Gregory Mitchell, como Bryan Pitts, relaciona o pânico moral dos anos de chumbo à ascensão das bancadas da bíblia, do boi e da bala, coletivamente denominadas bancada BBB, que participaram ativamente do impeachment de Dilma Rousseff.

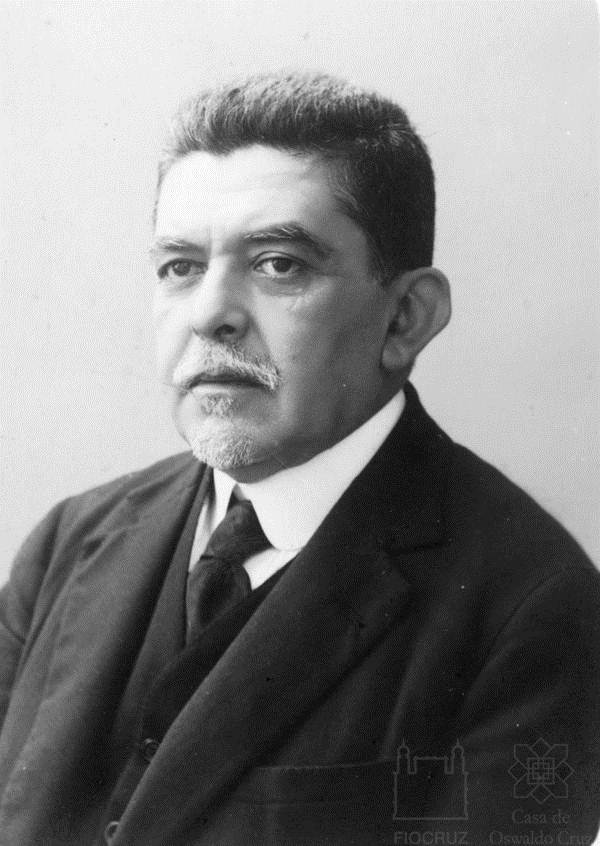
Belisário Penna foi um eugenista pioneiro do pânico moral da direita brasileira

## Prêmios
Securing Sex ganhou o prêmio de melhor livro de 2017 da seção brasileira da Latin American Studies Association [en].

## Leituras complementares
- Buarque, Daniel (2019). «Direita usa moralismo como arma desde antes da ditadura, diz historiador». Blogo do Brasilianismo. Cópia arquivada em 4 de julho de 2019
- Cowan, B. A. (2007). «Sex and the Security State: Gender, Sexuality, and "Subversion" at Brazil's Escola Superior de Guerra, 1964-1985». Journal of the History of Sexuality. 16 (3): 459–481. ISSN 1043-4070. JSTOR 30114193
- Cowan, B. A. (2012). «"Why Hasn't This Teacher Been Shot?" Moral-Sexual Panic, the Repressive Right, and Brazil's National Security State». Hispanic American Historical Review. 92 (3): 403–436. ISSN 0018-2168. doi:10.1215/00182168-1600279
- Cowan, B. A. (2014). «"A Passive Homosexual Element" Digitized Archives and the Policing of Homosex in Cold War Brazil». Radical History Review. 2014 (120): 183–203. ISSN 0163-6545. doi:10.1215/01636545-2703796
- Cowan, Benjamin A. (2016). Only for the Cause of the Pátria: The Frustrations of Interwar Moralism. Chapel Hill: University of North Carolina Press. doi:10.5149/northcarolina/9781469627502.003.0001. Resumo divulgativo
- Cowan, B. A. (2016). «Holy Ghosts of Brazil's Past». NACLA Report on the Americas. 48 (4): 346–352. ISSN 1071-4839. doi:10.1080/10714839.2016.1258277
- Cowan, Benjamin (2017). «Violências pornográficas: anticomunismo e 'permissividade' como armas de guerra». HuffPost. Cópia arquivada em 4 de julho de 2019
- Ghirotto, Edoardo (2019). «O apelo moralista - AMARELAS.com: Benjamin Cowan». VEJA.com. Cópia arquivada em 22 de março de 2019
- Cowan, B.A.; Thives, V. (2019). «Brazil and the transnational New Right – An interview with Benjamin Cowan» (em inglês). SciELO in Perspective: Humanities